# (34900) 2698 P-L
2698 P-L (asteroide 34900) é um asteroide da cintura principal. Possui uma excentricidade de 0.06829050 e uma inclinação de 7.63459º.
Este asteroide foi descoberto no dia 24 de setembro de 1960 por Cornelis Johannes van Houten e Ingrid van Houten-Groeneveld e Tom Gehrels em Palomar.